# Bundeseinheitliches Leistungsverzeichnis
Das Bundeseinheitliche Verzeichnis der abrechnungsfähigen zahntechnischen Leistungen (kurz: Bundeseinheitliches Leistungsverzeichnis, BEL) enthält alle zahntechnischen Leistungen, die im Rahmen der vertragszahnärztlichen Versorgung bei gesetzlich Krankenversicherten erbracht werden können. Das BEL wird gemäß § 88 Abs. 1 SGB V zwischen dem GKV-Spitzenverband und dem Verband Deutscher Zahntechniker-Innungen (VDZI) vereinbart. 

## Systematik
Das BEL ist in verschiedene Leistungsgruppen unterteilt: 
- Arbeitsvorbereitung,
- festsitzender Zahnersatz,
- Modellgussprothese,
- herausnehmbarer Zahnersatz,
- Aufbissbehelfe,
- Kieferorthopädie,
- Reparatur und Erweiterungen.

Die einleitenden Bestimmungen enthalten die grundlegenden Vorschriften, die bei der Herstellung und Abrechnung zahntechnischer Leistungen zu beachten sind.

## BEL II neu
Der VDZI und der GKV-Spitzenverband haben das BEL II aus dem Jahre 2006 überarbeitet. Das neue BEL II-2014 trat zum 1. April 2014 in Kraft.

## Preisfestlegung
Die Preise für zahntechnische Leistungen sind, soweit es sich um Zahnersatz für gesetzlich versicherte Patienten handelt, in einer Höchstpreisliste (Bundeseinheitliches Leistungsverzeichnis für zahntechnische Leistungen BEL II) festgelegt. Bei Privatpatienten können Preise frei nach den Grundsätzen der Angemessenheit und Ortsüblichkeit kalkuliert werden. Die Bundeseinheitliche Benennungsliste für zahntechnische Leistungen (BEB) gilt dafür als Grundlage. 
Die für Praxislabore geltenden Preise für gesetzlich Versicherte Patienten sind gemäß § 57 Abs. 2 SGB V gegenüber den Preisen, die gewerbliche Laboratorien in Rechnung stellen dürfen, um 5 % abzusenken, da ein gewerbliches Labor – im Gegensatz zum praxiseigenen Labor – gewerbesteuerpflichtig ist. Zahntechnische Arbeiten unterliegen dem ermäßigten Mehrwertsteuersatz von 7 % (Stand 2017). Günstigen Zahnersatz anzubieten, wird vom Gesetzgeber gewünscht. Deshalb empfehlen viele gesetzlichen Krankenkassen ihren Patienten, sich auch über billigen Zahnersatz aus dem Ausland zu informieren. Auch geben manche Krankenkassen ihren Versicherten Empfehlungslisten, die deutsche Dentallabore enthalten, die Zahnersatz vergleichsweise preiswert anfertigen.

### Regelversorgung
Der GKV-Spitzenverband und der VDZI legen bis zum 30. September jeden Jahres gemäß § 57 Abs. 2 SGB V die bundeseinheitlichen durchschnittlichen Preise für die zahntechnischen Leistungen bei den Regelversorgungen im befundbezogenen Festzuschuss-System  fest. Ferner diejenigen Leistungen, die im Rahmen der kieferorthopädischen Behandlung und der Behandlung mit Aufbissbehelfen anfallen.

### Implantatversorgung
Das BEL gilt bei Implantatversorgungen nur für Ausnahmeversorgungen nach § 57 Abs. 2 Satz 9 SGB V.
Für die Ausnahmefälle nach Nr. 36 der Zahnersatz-Richtlinie (BAnz 2005, S. 4094, vom 18. März 2005, in Kraft getreten am 1. Januar 2005) bildet das BEL nur für die dort gesondert gekennzeichneten Leistungen die Abrechnungsgrundlage. Alle weiteren im Zusammenhang mit Implantaten erbrachten zahntechnischen Leistungen werden nach tatsächlichem Aufwand abgerechnet.

### Sonstige Leistungen
Leistungen für Kieferbruchbehandlungen, Epithesen, Resektionsprothesen und Obturatoren, die nicht im BEL aufgeführt sind, werden nach tatsächlichem Aufwand abgerechnet.
Gemäß § 2 Absatz 4 der Anlage 1 zur Vereinbarung über das bundeseinheitliche Leistungsverzeichnis der abrechnungsfähigen zahntechnischen Leistungen vom 1. Juli 2013 können neben den aufgeführten Leistungen die Kosten für Sonderkunststoffe, Weichkunststoffe, Konfektionsfertigteile, Implantate, Implantataufbauten und die implantatbedingten Verbindungselemente, Registrierbesteck bei Stützstiftregistrierung, künstliche Zähne und edelmetallhaltige Dentallegierungen (nicht Lote, außer bei Instandsetzungen und Erweiterungen) abgerechnet werden. Für Metallverbindungen bei Instandsetzungen/Erweiterungen nach der L-Nr. 807 0 können die Kosten für die Lote zu 75 % abgerechnet werden. Zu den Konfektionsfertigteilen gehören Geschiebe zur Brückenteilung, Kugelknopfanker auf Wurzelstiftkappen sowie im Rahmen der kieferorthopädischen Behandlungen Schrauben, Schlösser, Röhrchen etc. Vorgefertigte Klammern, Labialbögen etc. sind keine Konfektionsfertigteile, sondern konfektionierte Hilfsteile (Halbfertigteile). Art, Menge und Preis sind in der Rechnung auszuweisen. Die konfektionierten Hilfsteile (Halbfertigteile) sind wie die übrigen Materialien mit den Vergütungen für die aufgeführten Leistungen abgegolten.

## Rechnungsstellung
Fremdleistungen dürfen nicht als Eigenleistungen ausgewiesen werden. Werden Fremdleistungen (auch Teilleistungen) abgerechnet, so ist eine Durchschrift der Rechnung des herstellenden zahntechnischen Labors den Abrechnungen beizufügen.
Bei der Herstellung zahntechnischer Leistungen innerhalb Deutschlands ist der Herstellungsort (z. B. Frankfurt am Main), außerhalb Deutschlands das Herstellungsland (z. B. Frankreich) anzugeben.

## Gemeinsamer BEL-Ausschuss
Der VDZI und der GKV-Spitzenverband bilden einen „Gemeinsamen BEL-Ausschuss“, der die Auslegung der jeweiligen Leistungsinhalte konsentiert. Der Ausschuss hat sich dabei mit der Kassenzahnärztlichen Bundesvereinigung ins Benehmen zu setzen. Er veröffentlicht die konsentierten Feststellungen in gemeinsamen Rundschreiben.

## Privatleistungen in der Zahntechnik
Für privat versicherte Patienten und für Privatleistungen bei Kassenpatienten ist das BEL nicht bindend. Die Zahntechnikkosten können – wie bei allen Gewerbetreibenden – nach Angemessenheit und Ortsüblichkeit durch das jeweilige zahntechnische Laboratorium kalkuliert werden. Die Bundeseinheitliche Benennungsliste für zahntechnische Leistungen (BEB) wird dafür meist als Kalkulationsgrundlage verwendet.